# محمد عادل اقبال
محمد عادل اقبال (اردو: محمد عادل اقبال؛ زادهٔ ۹ ژوئیهٔ ۱۹۹۲) بازیکن فوتبال اهل پاکستان است.
از باشگاه‌هایی که در آن بازی کرده است می‌توان به باشگاه فوتبال دوردوی بیشکک اشاره کرد.
وی همچنین در تیم‌های ملی فوتبال زیر ۲۳ سال پاکستان و پاکستان بازی کرده است.